# Giovanniccio da Ravenna
Giovanniccio da Ravenna (tra il 660 e il 670 ... – 711) è stato un notaio e funzionario italiano, uno dei maggiori esperti di cultura greca in Italia nel VII-VIII secolo.

## Biografia
La gran parte delle informazioni sul suo conto proviene dal Liber pontificalis Ecclesiae Ravennatis, scritto da Agnello Ravennate, di cui era trisnonno.

Secondo il pronipote era di origini nobili, ma questa affermazione è stata messa in forte dubbio e potrebbe avere fini autocelebrativi. Ebbe comunque un ruolo di primo piano nella vita pubblica del tempo; ne sono un indizio la concessione di alcuni possedimenti a Rimini da parte dell'arcidiocesi di Ravenna, il ruolo di comando assunto dal figlio Giorgio nel 710 e il matrimonio della figlia Agnese con Basilio, altra importante figura militare.
Sempre sulla base di Agnello, Giovanni cominciò ad affermarsi quando era adolescente, sotto l'esarca Teodoro II (al che è possibile collocarne la nascita tra il 660 e il 670). L'occasione per essere presentato all'esarca si presentò quando morì il notaio. Giovanniccio fu uno dei candidati a ricoprire l'incarico. Fu presentato all'esarca come ottimo scriba e oratore, nonché peritissimo sia della cultura greca che di quella latina.
A prima vista Teodoro ne rimase deluso, essendo basso e di brutto aspetto. Venne comunque convinto a testarne le capacità e fu sottoposto a una serie di prove. Prima gli fu chiesto di leggere una lettera dell'imperatore scritta in greco; Giovanniccio non solo la lesse perfettamente, ma anzi chiese all'esarca se desiderasse anche una traduzione in latino. Successivamente gli venne chiesto di tradurre un documento dal latino al greco; ci riuscì senza difficoltà e Teodoro, finalmente convinto, lo volle a sua completa disposizione. Questa vicenda desta un certo interesse storico poiché suggerisce come la cultura greca fosse scarsamente diffusa nell'Esarcato di Ravenna, benché territorio dell'Impero Bizantino. Giovanniccio fu al servizio anche dell'arcivescovo di Ravenna, il quale gli chiese di spiegare i canti eseguiti durante le Sante Messe domenicali. Sappiamo, inoltre, che fu maestro di Illaro, notaio e scriniarius della Chiesa ravennate.
Trascorsi tre anni presso Teodoro, la sua fama giunse sino all'imperatore Giustiniano II che lo convocò a Costantinopoli. In pochi giorni diede ulteriore prova delle sue doti e venne annoverato tra i primates del sovrano. Agnello lo ricorda anche per la generosità nei confronti di poveri, malati e istituzioni ecclesiastiche, nonché per la profonda fede. Più tardi, nella lotta che oppose l'Impero all'arcivescovo Felice, che rivendicava l'autocefalia della Chiesa ravennate, Giovanniccio si schierò con quest'ultimo. La reazione del sovrano lo investì in pieno e nel 709-711, durante la repressione diretta dallo stratego di Sicilia Teodoro, venne imprigionato con Felice e altri notabili e deportato a Costantinopoli.
Qui Giustiniano II lo riconobbe e, dopo avergli infilato degli oggetti (non si sa di preciso che cosa perché il copista del Liber pontificalis saltò un vocabolo) sotto le unghie delle mani, gli ordinò di scrivere. Giovanniccio tracciò non con l'inchiostro, ma col proprio sangue, un'invocazione a Dio perché lo liberasse dai suoi nemici e dal crudele imperatore, quindi gettò il foglio in faccia al sovrano dicendogli di saziarsi con il suo sangue. Giustiniano lo fece subito giustiziare e Giovanniccio, prima di spirare, gli predisse che il giorno successivo sarebbe stato assassinato; e in effetti il sovrano morì l'indomani durante una rivolta.
La ribellione scoppiò nel dicembre 711 e quindi l'episodio dovette accadere poco prima di questa data. Fu sepolto presso la porta Aurea della capitale, dove Agnello, anni dopo, si recò a pregare.
Lo storico, parteggiando per l'antenato, descrive dettagliatamente l'uccisione di Giustiniano e l'oltraggio che subì il suo cadavere. Il nuovo imperatore Filippico Bardane gli fece tagliare il capo che inviò nei territori occidentali di Bisanzio, esaudendo così il desiderio della sorella di Giovanniccio di vedere la testa mozzata del tiranno.
Frattanto anche Ravenna si era sollevata, l'esarca Giovanni Rizocopo era stato ucciso e Giorgio, figlio di Giovanniccio, fu messo a capo della difesa della città.